# Darius Vilàs
Darius Vilàs i Fernández (Barcelona, 1880 - Barcelona, 1950) fue un pintor, decorador y grabador español.

## Biografía
Estudió en la Escuela de la Lonja y completó estudios en Roma y París. Sus primeras obras al óleo consisten en paisajes pirenaicos y de la Costa Brava. Después se especializaría en la decoración mural y en el arte religioso.
Realizó, por encargo del millonario norteamericano Charles Deering, la 
decoración del presbiterio y la cúpula de la Capilla del 
Santísimo de la iglesia 
de San Bartolomé y Santa Tecla de Sitges. También son suyos los grandes plafones al óleo que decoran el comedor del Palacio March, en Palma de Mallorca.
Muchas de sus obras religiosas fueron destruidas durante la guerra civil española.